# La Ballestera
La Ballestera és una serra situada al municipi d'Arnes a la comarca de la Terra Alta, amb una elevació màxima de 833 metres.